# Blind (canción de Lifehouse)
«Blind» es el segundo y último sencillo de la banda de rock alternativo Lifehouse de su álbum de 2005, Lifehouse. El sencillo no pudo hacer un gran impacto en la radio, alcanzando solo al # 22 en el Billboard gráfico de adulto Top 40.

## Video musical
El video muestra a una gótica adolescente (interpretado por Tina Majorino), que vive con su padre neglective (Kevin Farley) en una casa sin una madre. Ella ve a su padre hablando con un amante cuando ella le pregunta, lo que indica claramente que no es su madre, pero solo una de muchas mujeres, presumiblemente su padre ha tenido en la casa "¿Quién es este?"; él responde lanzando su diario y sus libros como él dice, "Es mi casa !!!" y tirando de su cabello. El adolescente va a la pequeña habitación mirando a la banda realizar. Ella ve a su papá y la mujer besándose mientras se sienta en la escalera, preocuparse, y su papá le entrega algo de dinero, supuestamente para sobornar a ella en no decirle a su madre. Majorino, ahora, fue visto portando una camiseta blanca, mirando el concierto en un gran espacio, cantando junto a su música. A continuación, se la vio sentada en el sofá, viendo la televisión y escribiendo en su diario, todo al mismo tiempo. Su padre cambia de canal como ella dice, "Yo estaba viendo algo." y el acaparamiento de su diario. La chica finalmente tiene lo suficiente y huye, empaca sus cosas y se va. Al salir ella ve a su papá besando a otra mujer, lo que significa que no va a cambiar.

## Listado de canciones
1. «Blind» (Álbum Versión) - 5:00
2. «Blind» (Radio Remix) - 4:12 (Jason Wade)

## Puesto
| Listas (2005)                  | Posición |
| ------------------------------ | -------- |
| U.S. Billboard Adult Pop Songs | 22       |